# Рей Вілсон
Рей Вілсон (англ. Ray Wilson; 17 грудня 1934, Ширбрук - 15 травня 2018, Гаддерсфілд) — англійський футболіст, захисник. По завершенні ігрової кар'єри — футбольний тренер.
Як гравець насамперед відомий виступами за клуби «Гаддерсфілд Таун» та «Евертон», а також національну збірну Англії, з якою став чемпіоном світу.

## Клубна кар'єра
У дорослому футболі дебютував 1952 року виступами за «Гаддерсфілд Таун», в якій провів дванадцять сезонів, взявши участь у 266 матчах чемпіонату. Більшість часу, проведеного у складі «Гаддерсфілд Тауна», був основним гравцем захисту команди.
Своєю грою за цю команду привернув увагу представників тренерського штабу клубу «Евертон», до складу якого приєднався 1964 року. Відіграв за клуб з Ліверпуля наступні п'ять сезонів своєї ігрової кар'єри. Граючи у складі «Евертона» також здебільшого виходив на поле в основному складі команди. За цей час виборов титул володаря Кубка Англії.
Протягом 1969—1970 років захищав кольори команди «Олдем Атлетик».
Завершив професійну ігрову кар'єру у нижчоліговому клубі «Бредфорд Сіті», за команду якого виступав протягом 1970—1971 років.

## Виступи за збірну
1960 року дебютував в офіційних матчах у складі національної збірної Англії. Протягом кар'єри у національній команді, яка тривала 9 років, провів у формі головної команди країни 63 матчі.
У складі збірної був учасником чемпіонату світу 1962 року у Чилі, чемпіонату світу 1966 року в Англії, здобувши того року титул чемпіона світу та чемпіонату Європи 1968 року в Італії, на якому команда здобула бронзові нагороди.

## Кар'єра тренера
Розпочав тренерську кар'єру відразу ж по завершенні кар'єри гравця, 1971 року, очоливши тренерський штаб клубу «Бредфорд Сіті». Досвід тренерської роботи Вілсона обмежився цим клубом.

## Титули і досягнення
- Володар Кубка Англії (1):

«Евертон»: 1965-66
- Чемпіон світу (1):

1966